# 下一色町 (愛西市)
下一色町（しもいしきちょう）は、愛知県愛西市にある地名。字が7ある。

## 地理
旧立田村域北東部。東は津島市大縄町・同市河田町、西は新右エ門新田町、南は四会町、北は早尾町に接する。

### 字一覧
（五十音順・読みはYahoo!地図による）
- 倉前（くらまえ）
- 三場（さんば）
- 堤外（ていがい）
- 堤敷（ていしき）
- 中西（なかにし）
- 東堤外（ひがしていがい）
- 宮内（みやうち）

## 歴史

### 沿革
- 江戸時代 - 尾張国海西郡の尾張藩領鵜多須代官所支配の下一色村として所在[6]。
- 1889年（明治22年） - 五会村大字下一色となる[6]。
- 1906年（明治39年） - 立田村大字下一色となる[6]。
- 2005年（平成17年） - 愛西市下一色町となる。

## 世帯数と人口
2019年（令和元年）5月1日現在の世帯数と人口は以下の通りである。
| 町丁     | 世帯数 | 人口  |
| -------- | ------ | ----- |
| 下一色町 | 65世帯 | 175人 |

### 人口の変遷
国勢調査による人口の推移
| 2005年（平成17年） | 216人 | [ 7 ] |  |
| 2010年（平成22年） | 204人 | [ 8 ] |  |
| 2015年（平成27年） | 199人 | [ 9 ] |  |

## 学区
市立小・中学校に通う場合、学区は以下の通りとなる。
| 番・番地等 | 小学校                 | 中学校             |
| ---------- | ---------------------- | ------------------ |
| 全域       | 愛西市立立田北部小学校 | 愛西市立立田中学校 |

## 交通

### バス
かつては愛西市巡回バスの停留所があったが、現在は廃止されている。

### 道路
- 愛知県道・岐阜県道119号津島立田海津線

## 施設
- 神明神社[北緯35度10分53.5秒 東経136度42分6.7秒]

## その他

### 日本郵便
- 郵便番号 : 496-0935[3]（集配局：津島郵便局[11]）。